# Pseudocoremia scariphota
Pseudocoremia scariphota là một loài bướm đêm trong họ Geometridae.